# Vierlas
Vierlas ist ein nordspanischer Ort und eine Gemeinde (municipio) mit 90 Einwohnern (Stand: 2024) im Nordwesten der Provinz Saragossa im Westen der Autonomen Region Aragonien. Der Ort gehört zur bevölkerungsarmen Serranía Celtibérica.

## Lage und Klima
Vierlas liegt zu Füßen der maximal ca. 2315 m hohen Sierra de Moncayo etwa 100 km (Fahrtstrecke) westnordwestlich der Provinzhauptstadt Saragossa in einer Höhe von ca. 455 m. Das Klima ist gemäßigt bis warm; Regen (ca. 539 mm/Jahr) fällt mit Ausnahme der Sommermonate übers Jahr verteilt.

## Bevölkerungsentwicklung
| Jahr      | 1970 | 1981 | 1991 | 2001 | 2011 | 2021 |
| Einwohner | 167  | 135  | 102  | 106  | 97   | 83   |

Die Mechanisierung der Landwirtschaft, die Aufgabe bäuerlicher Kleinbetriebe und der damit verbundene Verlust von Arbeitsplätzen führten in der zweiten Hälfte des 20. Jahrhunderts zu einem deutlichen Bevölkerungsschwund (Landflucht).

## Sehenswürdigkeiten
- Kirche der Unbefleckten Empfängnis Iglesia de la Purísima Concepción